# Roxanne Kimberly Barker
Roxanne Kimberly Barker (* 6. Mai 1991 in Pietermaritzburg) ist eine südafrikanische Fußballspielerin.

## Karriere
Barker wurde in Südafrika geboren, siedelte aber noch im Kindesalter mit ihren Eltern nach Kalifornien über. Ihr Großvater mütterlicherseits, Bryan Gilson, war langjähriger Nationalspieler der südafrikanischen Polo-Nationalmannschaft.

### Vereine
Barker spielte in ihrer Jugend Fußball für den Southern California Blues Soccer Club in Rancho Capistrano und den Wolfpack Soccer Club aus Orange County.
2007 ging sie an die Woodbridge High School in Irvine, Kalifornien, wo sie zwei Jahre lang einer der Leistungsträgerinnen des Soccerteams war. 2009 schloss sie ihre Highschool ab und ging im Herbst 2009 an die Pepperdine University, wo sie bis 2012 Biologie studierte. Anfang 2013 wurde sie beim College-Draft der neugegründeten NWSL in der vierten Runde an Position 32, und somit als letzte Spielerin überhaupt, von der Franchise des Portland Thorns FC unter Vertrag genommen, jedoch noch vor Saisonbeginn wieder freigestellt. In der Folge absolvierte Barker in der Saison 2013 zwei Spiele für den W-League-Teilnehmer Pali Blues. Nach zwei Jahren beim isländischen Erstligisten Þór/KA wechselte sie zur Saison 2016/17 zum SC Heerenveen.

### Nationalmannschaft
Barker wurde am 5. Juli 2012 für die Olympischen Sommerspiele 2012 in London nominiert. Am 25. Juli 2012 startete sie als Stammtorhüterin der südafrikanischen Frauenfußballnationalmannschaft in das Turnier in London.
Auch bei Olympia 2016 in Rio hütete Roxanne Barker das südafrikanische Tor.